# Andriej Letkow
Andriej Iwanowicz Letkow (ros. Андрей Иванович Летков, ur. 26 października 1903 we wsi Ozierki w guberni saratowskiej, zm. 17 stycznia 1942 we wsi Bolszaja Kujasz w obwodzie czelabińskim) – ludowy komisarz elektrowni ZSRR.

## Życiorys
Urodził się w rodzinie chłopskiej. W 1930 ukończył studia na Wydziale Elektrotechnicznym Instytutu Gospodarki Narodowej im. Plechanowa w Moskwie, od 1930 należał do WKP(b), kierował warsztatem elektrycznym w elektrowni wodnej w Szaturze i 1933-1937 w elektrowni kondensacyjnej w Kaszyrze, gdzie był również głównym inżynierem. W 1937 został zarządcą "Dnieproenergo", od lutego do kwietnia 1939 był szefem Głównego Zarządu Elektrowni i Sieci Elektrycznych Południa, od kwietnia 1939 do kwietnia 1940 zastępcą ludowego komisarza elektrowni i przemysłu elektrycznego ZSRR, następnie do śmierci ludowym komisarzem elektrowni ZSRR. Po ataku Niemiec na ZSRR wraz z ludowym komisariatem elektrowni ZSRR został ewakuowany do Czelabińska, kierował ewakuacją instalacji i organizacją nowych urządzeń. Był odznaczony Orderem Lenina. Został pochowany na Cmentarzu Nowodziewiczym.